# 霧隱才藏
霧隱才藏，近代日本文學作品中虛構的忍者。真田十勇士之一，與猿飛佐助齊名。是以真田信繁(真田幸村)手下忍者霧隱鹿右衛門為藍本虛構出的人物。一名宗連。在第二次世界大戰之前立川文庫出版了「真田三勇士忍術名人　霧隱才藏」55冊。
在小說中，他是伊賀忍者頭目百地三太夫（百地丹波）的弟子。之後不同的小說對他有不同的角色設定，有的描寫成美男子，有的則記述為女性。
以霧隱才藏為主角的小說有司馬遼太郎的《風神之門》。

## 外部連結
- 真田十勇士・霧隱才藏 （页面存档备份，存于）